# Stranded (No Fun at All)
Stranded міні-альбом шведського панк-рок гурту No Fun at All, випущеного в 1995 році.
У Швеції та Німеччині виданий як компакт-диск Burning Heart Records та Semaphore.

## Список пісень
1. «Stranded» — 2:12
2. «Don't Know Nothing» — 1:55
3. «Wasted» — 0:38 (кавер Circle Jerks)
4. «Wiser» — 2:12 (кавер Coffin Break)
5. «In-Sight» — 1:44 (кавер Dead Kennedys)

## Персонал
- Мікаель Даніельссон (Mikael Danielsson) — гітара
- Інгемар Янссон (Ingemar Jansson) — вокал
- Крістер Йоханссон (Krister Johansson) — гітара
- Lasse Lindén — помічник звукорежисера
- Ulf Lundkvist — artwork
- No Fun at All — домовленості, продюсер, змішування
- К'єлл Рамстедт (Kjell Ramstedt) — ударні
- Pelle Saether — продюсер, змішування
- Генрік Санвіссон (Henrik Sunvisson) — бас-гітара, бек-вокал

## Успіхи
| (1995) | Найвища позиція |
| ------ | --------------- |
| Швеція | 23              |